# Dominikanerkloster Röbel
Das Dominikanerkloster in Röbel bestand von 1285 bis zur Auflösung infolge der Reformation in den 1540er-Jahren. Kirche und Klostergebäude wurden bis 1602 abgetragen und sind nicht erhalten. An das Kloster und seine ungefähre Lage erinnern in Röbel die „Predigerstraße“ und der „Mönchteich“.

## Geschichte
Die Brüder des 1215 gegründeten Bettelordens der Dominikaner kamen zwischen 1285 und 1287 nach Röbel, wie aus dominikanischen Konventslisten und Beschlüssen der Ordenskapitel dieser Zeit hervorgeht.
Zwei Faktoren begünstigten die Ansiedlung des Ordens in dieser Stadt:
- Nikolaus I., Herr der Herrschaft Werle, zu der die Stadt Röbel am Ende des 13. Jahrhunderts gehörte, pflegte Kontakte zum Dominikanerkloster in Rostock. Die Dominikaner waren in den 1270er-Jahren die Beichtväter des herrschaftlichen Hauses Werle, das auch in Röbel einen Fürstensitz unterhielt.
- In der Neustadt von Röbel bestand seit vor 1274 eine Niederlassung der Magdalenerinnen (Sorores paenitentes s. Mariae Magdalenae, „Büßerinnen von der heiligen Maria Magdalena“). Von 1286 bis 1296 war durch päpstliche Entscheidung die Seelsorge an diesen Ordensfrauen und deren Vertretung nach außen (cura monialium) den Dominikanern übertragen worden, so dass Fürst Nikolaus I., der die Ansiedlung der Nonnen initiiert hatte, zusammen mit seiner Mutter Sophia von Lindau-Ruppin die ihm bekannten Dominikaner nach Röbel eingeladen haben könnte, so der Historiker Ingo Ulpts. Neben der Betreuung der Magdalenerinnen dürften sie auch seelsorgerisch am Werleschen Hof gewirkt haben.[1]

Die Ordensbrüder, die wahrscheinlich aus dem Rostocker Kloster kamen, wohnten zunächst in einem Haus in der nördlich der Neustadt gelegenen Altstadt von Röbel. Möglicherweise bestand schon vorher eine Terminei des Rostocker Klosters in der Stadt. 1285 wurde die Niederlassung von der Ordensleitung als Konvent bestätigt. Als erster ist Johannes Lysen namhaft zu machen, der im Februar 1298 als Zeuge bei einem Stiftungsverfahren urkundlich genannt und als der Hausoberer der Röbeler Dominikaner (prior domus fratrum in Robele) bezeichnet wird. Die cura monalium der Dominikaner für die Magdalenerinnen ging 1296 in Röbel und anderswo auf andere „Vorgesetzte“ (Pröpste, praepositi) über, und es erwies sich, dass in einer kleinen Stadt wie Röbel auf Dauer nicht zwei Ordensgemeinschaften bestehen konnten, die auf die Spendenbereitschaft der Bürger angewiesen waren. Fürst Nikolaus II. verlegte daher am 21. Mai 1298 das Magdalenerinnenkloster nach Malchow, wo er den Nonnen das Patronat über die beiden Kirchen in Malchow und die Kirche in Lexow übertrug und sie dafür zu regelmäßigen Memorien, Gebeten für das Seelenheil der Fürstenfamilie, verpflichtete. Am 29. Mai 1298 bestätigte der Schweriner Bischof Gottfried diese Verlegung, nachdem auch Bischof Johann II. von Havelberg, zu dessen Bistum die Neustadt von Röbel gehörte, seine Zustimmung erteilt hatte. Beide Bischöfe mussten beteiligt werden, weil seit 1242 zwischen der Altstadt und der Neustadt von Röbel die Bistumsgrenze zwischen den Bistümern Havelberg und Schwerin verlief. Die Magdalenerinnen zogen unverzüglich nach Malchow und erbauten dort neben der Altstadtkirche ein Kloster. Die Dominikaner übernahmen sofort die Klostergebäude der Schwestern in der Röbeler Neustadt. Der Konvent führte jetzt auch ein eigenes Siegel. Es wird vermutet, dass das Haus Werle sich durch Förderung der Dominikaner in deren Kloster eine Memoria schaffen wollte. Die enge Beziehung des Fürstenhauses zu den Dominikanern wird auch dadurch deutlich, dass Bernhard und Heinrich, die beiden jüngeren Brüder von Fürst Nikolaus II. und Söhne der Fürstin Sophia, die in Röbel Hof hielt, in den 1290er-Jahren bei den Dominikanern eintraten.
Die Klosteranlage befand sich unmittelbar und baulich mit dieser verankert an der nördlichen Stadtmauer der Neustadt, in Nachbarschaft zum Burgberg mit dem Schloss, verkehrsmäßig günstig nahe den Stadttoren, dem Wiesentor im Westen und dem Mittleren Tor im Norden, und der durch die Stadt führenden Handelsstraße. Es liegen keine Urkunden über das Aussehen der Baulichkeiten vor, die nach Auflösung des Klosters im 16. Jahrhundert abgerissen worden waren. Auch ist nicht mehr zu ermitteln, ob die Dominikaner Um- oder Ausbauten am Schwesternkloster vornahmen. Aus einem erhaltenen Konventssiegel kann geschlossen werden, dass das Kloster ein Heilig-Kreuz-Patrozinium trug. Es gehörte anfangs zur Ordensprovinz Teutonia, ab 1303 zur neugegründeten Provinz Saxonia, und von 1503 bis 1517 stand es unter der Aufsicht des Generalvikars der Congregatio Hollandiae, einer observanten Richtung im Dominikanerorden, die sich um eine konsequentere Einhaltung vor allem der Armutsgelübde bemühte.
Da 1308 die Fürstin Sophia im Konvent beerdigt wurde, muss zu diesem Zeitpunkt mindestens der Chor einer Klosterkirche bestanden haben. Weitere Grablegungen von Mitgliedern der Werleschen Familie bei den Dominikanern in Röbel sind für 1331 (Mechtild von Pommern, Frau von Johann III.) und 1425 nachgewiesen. Im 14. Jahrhundert wird ein Terminierhaus des Klosters zum Almosensammeln in Parchim urkundlich erwähnt, im 15. Jahrhundert waren die Dominikaner kurzzeitig im Besitz einer Windmühle, die nach dem Abriss des landesherrlichen Schlosses auf dem Burgberg errichtet worden war.
Die Reformation mit der Aufhebung der meisten Klöster kam, verglichen mit einigen Nachbarstädten, erst spät nach Röbel. Erst gegen Ende der 1530er-Jahre berief Herzog Heinrich V. evangelische Prediger in die Stadt. Bis dahin standen die Dominikaner unter dem Schutz seines Bruders Albrecht, so dass 1535 die Kirchenvisitationen im Umland Röbel aussparten. Anfang der 1540er-Jahre lebten noch Dominikaner im Konvent, auch wenn, so Ulpts, öffentliche katholische Messfeiern zu dem Zeitpunkt wohl nicht mehr stattfinden konnten; ein letztes Vermächtnis zugunsten des Klosters in Form eines Ackers ist 1543 aktenkundig. Prior Thomas Lamberty wurde 1541 als arger papist beschimpft. Er war offenbar der letzte Bruder im Konvent und bezog Einkünfte aus zwei benachbarten Pfarrstellen; er starb 1558, und bald nach seinem Tod wurden die Konventsgebäude abgerissen, das Material wurde in Wredenhagen verbaut. Bis spätestens 1602 wurde auch die Klosterkirche niedergelegt. Das 1519 von dem Dominikaner Urbanus Schumann gefertigte Chorgestühl gelangte in die Röbeler Nicolaikirche, wo es als einziges erhaltenes Zeugnis des Dominikanerklosters bis heute zu sehen ist.

## Ämter im Kloster
Ein Archiv des Klosters ist, mit Ausnahme weniger Urkunden, nicht erhalten. Daher sind nur wenige Obere des Konvents – im Dominikanerorden Prior genannt, vertreten durch den Subprior – namentlich bekannt. Außerdem finden sich in den Quellen drei Brüder, die als Lektoren und Magister studentium bezeichnet werden. Dies kann darauf hindeuten, dass in Röbel zeitweise ein Hausstudium zur Ausbildung des Ordensnachwuchses bestand. Die Röbeler Dominikaner können diese Lehrtätigkeit auch in anderen Klöstern ausgeübt haben: Kaspar Bucholtz ist von 1526 bis 1526 als Studentenmeister im Kloster Soldin erwähnt, 1528 wird er als Prior von Röbel genannt.

### Prioren
Namen und Jahreszahlen bezeichnen die nachweisbare Erwähnung.
- Johannes Lysen (1298)
- Johannes Cargow ? (1304)[11]
- Johannes Rosenow (1479)
- Nicolaus Smyth (1503–1515)
- Caspar Buchholtz (Kaspar Bucholtz) (1526, 1528)
- Thomas Lamberti (Lamberty) (1541, † 1558)[12]

### Subprioren
- Johannes Floringk (1485)
- Engelbert Schomaker (1515)
- Dominikus von Zwolle (1518)
- Albert Steen (1523)